# 向导节

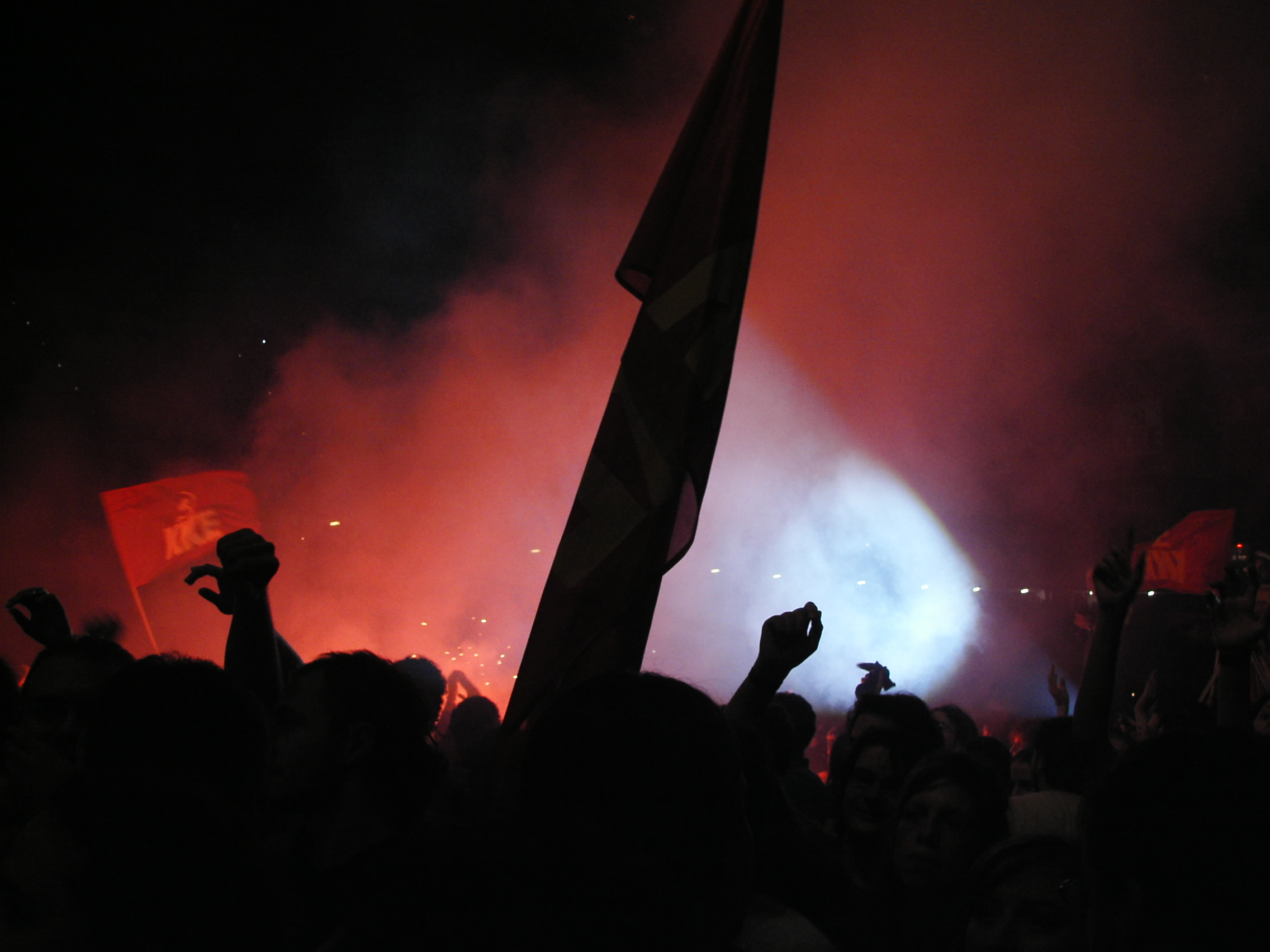
2007年的向导节

向导节（希臘語：Φεστιβάλ του Οδηγητή）是希腊共产主义青年（希腊共产党的青年翼）一年一度在希腊大部分主要城市和城镇举办的节庆活动。该活动得名于希腊共产主义青年中央委员会机关刊物《向导》。